# Alain Suguenot
Alain Suguenot, né le 17 septembre 1951 à Troyes (Aube), est un homme politique français. Il est député de Côte-d'Or entre 1993 et 2017, maire de Beaune depuis 1995 et conseiller régional de Bourgogne-Franche-Comté depuis 2021.

## Biographie

### Situation personnelle
Maître ès sciences criminelles (1976), il s'installe comme avocat à Nevers puis à Beaune.
Son épouse Isabelle est architecte. Ils possèdent le château de Durtal en Maine-et-Loire, qu'ils ont aménagé en chambres d'hôte. Son épouse est propriétaire depuis 2014 de l'abbaye d'Asnière en Maine-et-Loire et du château de Chalmazel dans la Loire.

### Parcours politique
Il est élu maire de Beaune en 1995.
Il est élu député le 16 juin 2002, pour la XIIe législature (2002-2007), dans la 5e circonscription de la Côte-d'Or. Membre du groupe LR, il est réélu en 2007 et en 2012. Remarqué à l'Assemblée par sa position contre le projet de loi sur le droit à la copie numérique proposé par Renaud Donnedieu de Vabres, il a combattu la loi Evin, pour la publicité des grands vins de Bourgogne.
En 2010, il est désigné par les militants de l'UMP pour être la tête de liste du parti pour les élections régionales en Bourgogne par 1 782 voix contre 1 317 à Jean-Paul Anciaux. La participation s'est élevée à 46,5 %.
Il est réélu président de la fédération UMP de Côte d'Or le 22 novembre 2010.
Il soutient Nicolas Sarkozy pour la primaire présidentielle des Républicains de 2016.
Il ne se représente pas lors des élections législatives de 2017.
Le 18 mai 2021, il annonce sa candidature aux élections régionales de 2021 en Bourgogne-Franche-Comté sur la liste « Pour la Bourgogne et la Franche-Comté » (LR-DLF-MEI-LMR-UDI-SL-LC) conduite par Gilles Platret. Celle-ci arrive en deuxième position, avec 24,2 % des voix. En Côte-d'Or, la liste conduite par François-Xavier Dugourd obtient 25,2 % des voix. Ainsi, Alain Suguenot est élu conseiller régional de Bourgogne-Franche-Comté et prend ses fonctions le 2 juillet 2021.

### Affaires judiciaires
Le 4 décembre 2018, il est placé en garde à vue dans le cadre d'une information judiciaire portant sur des chefs de « détournements de fonds publics par dépositaire de l’autorité publique, recel habituel de détournement de fonds publics et blanchiment ». Comme dans plusieurs affaires similaires, les accusations portent sur la suspicion de détournement d'indemnités de représentations et des indemnités destinées à rémunérer des attachés parlementaires, notamment pour en faire profiter son entourage familial. Alain Suguenot est mis en examen le 5 décembre. 
Le 11 décembre 2019, la Chambre de l’instruction de la Cour d’appel de Dijon lève la mise en examen, contrairement aux réquisitions du parquet . Il est alors placé sous le statut de témoin assisté .
En mars 2021, à la demande du procureur de la République de Dijon, le magistrat en charge est dessaisi de l'affaire et celle-ci transférée à la juridictions économiques et financières judiciaires de Nancy,.

## Mandats parlementaires
- Du 2 avril 1993 au 21 avril 1997 : député de la Côte-d'Or (5e circonscription)
- Du 19 juin 2002 au 20 juin 2017 : député de la Côte-d'Or (5e circonscription)

## Mandats locaux

### Conseil municipal
- Depuis le 19 juin 1995 : maire de Beaune

### Conseil régional
- Du 16 mars 1986 au 2 juillet 2002 : vice-président du conseil régional de Bourgogne délégué aux transports
- Depuis le 2 juillet 2021 : conseiller régional de Bourgogne-Franche-Comté

### Intercommunalité
- Depuis 2007 : président de la communauté d'agglomération Beaune Côte et Sud

### Autres fonctions
- Président du conseil de surveillance des hospices civils de Beaune
- Co-président du Pays beaunois
- Co-président fondateur du club de la Table française